# Yasuo Kobayashi
Yasuo Kobayashi, född 1936, är en japansk aikidoinstruktör av den generation som tränat direkt under aikidons grundare, Morihei Ueshiba. Kobayashi har åttonde dan i organisationen Aikikai sedan 1990, och bär titeln shihan. Han är en framstående instruktör och organisatör inom Aikikai, den största och äldsta aikidoorganisationen. 
Kobayashi började träna på Aikikai Hombu dojo 1954, och öppnade sin första egna dojo (aikidoklubb) 1969. Han har en serie på över 80 klubbar under namnet Kobayashi Dojo under sina vingar, främst i Tokyoområdet. 
Kobayashi har en intensiv och vänligt varm metod att instruera. Bland annat detta har gjort att en mängd klubbar inom och utom Japan anlitar honom som instruktör. Kobayashis pedagogiska metod för att instruera barn, ursprungligen framtagen av honom tillsammans med Koichi Tohei, har mycket gott rykte.
Kobayashi Dojo har en omfattande uchideshi-verksamhet, ett system för inneboende elever att på heltid utbildas till professionella instruktörer enligt gammal tradition. Genom detta har flera tongivande instruktörer såväl i Japan, Sverige och internationellt utvecklats och driver inte sällan egna anslutna dojos i sina respektive länder.
Sedan 1977 besöker Kobayashi Sverige regelbundet för att instruera på läger, främst är det aikidoklubben Iyasaka i Stockholm som bjuder in honom för att undervisa.[källa behövs] Denna klubb är, liksom Eksjö Budoklubb och Aikido Kobayashi Dojo Göteborg, anslutna till Kobayashi Dojos officiella nätverk.
Hans son Hiroaki Kobayashi har efter sin far axlat rollen som dojo-cho, chef för Aikido Kobayashi Dojo, och Yasuo Kobayashi har istället tagit titeln Soshihan.